# José Gregorio Paredes
José Gregorio Fernández de Paredes y Ayala (Lima, 19 de marzo de 1778 - 16 de diciembre de 1839) fue un científico, epidemiólogo, médico, político y cosmógrafo peruano. Es reconocido por ser el creador del Escudo Nacional del Perú.

## Biografía
Nacido en Lima, fue hijo natural del teólogo Gregorio Andrés Fernández de Paredes y Géldres, y de Bernarda Ayala de Cañoli. Su padre era el hijo menor del marqués de Salinas, por lo que al morir sus hermanos mayores se convirtió en heredero del título; sin embargo, renunció a sus derechos a este en favor de su sobrino, el patriota Francisco Javier Fernández de Paredes.  
Realizó estudios de Humanidades en el colegio del Príncipe, matemática en el colegio de la Buenamuerte y náutica en la escuela de Pilotaje. Posteriormente, ingresó al Convictorio de San Carlos y luego a la Universidad Nacional Mayor de San Marcos, en la que, primeramente, estudió Filosofía y Arte y, luego, Medicina. En 1804, se graduó de médico. 
Inauguró nuevos sistemas de enseñanza que habían sido esbozados por Hipólito Unanue. Fue miembro de la Sociedad Médica de Londres en 1810.
Ligado estrechamente al entorno académico y administrativo, en 1807 fue nombrado segundo bibliotecario de San Marcos y alcalde supernumerario del Tribunal de Protomedicato. Al año siguiente, se le otorgó la cátedra de Geometría y en 1809 la de Prima de Matemática. En 1810, se le encargó la edición de la Gaceta del Gobierno de Lima y fue hecho miembro de la Sociedad Médica de Londres. Desde 1812 ocupó el cargo de cosmógrafo mayor del Virreinato y posiblemente ese mismo año fue puesto bajo vigilancia y deportado por participar de las conspiraciones del colegio de San Fernando junto a Hipólito Unanue. 
En 1813 se estableció en Chile, donde permaneció hasta 1815. Durante esta estadía escribió textos sobre anatomía y sobre los efectos de la viruela en Chile y el Perú. También presentó una propuesta para la construcción de un anfiteatro anatómico, basado en el existente en Lima, además de cartillas de información y almanaques.
A su regreso a Lima, Unanue lo convocó para reintegrarse a San Marcos, de donde se recibió de licenciado y doctor en Medicina, y fue restablecido en su puesto de cosmógrafo mayor (1815). 
En 1816, contrajo matrimonio en Camaná con Baltasara Josefa Flores del Campo Recabarren, hija del fundador de dicha villa. La pareja tuvo tres hijos, entre ellos el magistrado Simón Gregorio de Paredes. 
Con la proclamación de la Independencia en 1821 formó parte de la Sociedad Patriótica de Lima y simplificó su apellido a Paredes, firmando de esta manera en adelante.
En 1822 fue nombrado diputado por Lima, siendo elegido posteriormente como vicepresidente del Primer Congreso Constituyente y presidente del mismo en 1825, recibiendo el grado de Benemérito a la Patria.
El mismo año presentó ante el Congreso el proyecto para reformar el Escudo Nacional, y contando con el visto bueno de Simón Bolívar, logró que se aprobara el 24 de febrero del mismo año. Este blasón, con una ligera modificación en cuanto al tamaño de los campos, es el actualmente vigente.
El año 1825 fue designado Encargado de Negocios ante el gobierno de Gran Bretaña y posteriormente enviado extraordinario y ministro plenipotenciario, en Gran Bretaña, Francia y los Estados Pontificios. 
Regresó al Perú en 1828, donde fue nombrado ministro de Hacienda durante el gobierno de José de La Mar.
En la última década de su vida se dedicó a escribir diversas obras. Volvió a asumir el Ministerio de Hacienda en 1838.
Falleció en Lima en 1839.

## Obras
Entre las obras escritas por él se cuentan:
- Modo de hallar por tres observaciones los elementos de la órbita de un cometa (Lima, 1814)
- Estudio comparativo de las enfermedades reinantes en la Capital de Chile y la de Lima.
- Cómputo aumento de población que promete el efecto preservativo de la vacuna (1807)
- Tratado de Geometría y Trigonometría (1836)
- Tratado de Aritmetica y Álgebra (1838)
- Almanaque Peruano y Guía de Forasteros. Ediciones de 1810,1814 a 1825 y 1829 a 1839.